# داک هالیدی
جان هنری «داک» هالیدی (انگلیسی: John Henry "Doc" Holliday؛ ۱۴ اوت ۱۸۵۱ – ۸ نوامبر ۱۸۸۷) هفت‌تیرکش، پوکرباز و دندان‌پزشک اهل ایالات متحده آمریکا بود. او دوست نزدیک و وفادار کلانتر وایات ارپ بود و بیشتر به خاطر مشارکت و همراهی‌اش با وی در جدال مسلحانه در اوکی کرال و وقایع مربوط به آن شناخته می‌شود.
زندگی پرفرازونشیبش دستمایهٔ خلق آثار ادبی و فیلم‌های بسیاری قرار گرفته‌است که از جملهٔ مشهورترین آنها می‌توان به فیلم کلمنتاین عزیزم (۱۹۴۶) ساختهٔ جان فورد اشاره کرد.